# Alexandr Germanovič Preis
Alexandr Germanovič Preis (rusky Прейс, Алекса́ндр Ге́рманович; 5. prosince 1905 – 14. dubna 1942, Sverdlovsk) byl ruský spisovatel, spoluautor libreta oper D. Šostakoviče „Nos“ a „Lady Macbeth Mcenského újezdu“, dalších oper a operet.

## Životopis
O A.G. Preisovi je známo jen málo. V roce 1930 studoval režii na Institutu múzických umění (Российский государственный институт сценических искусств).Preis, „pracoval jako nakladač a tvrdohlavě studoval mnoho libret, aby se stal profesionálním libretistou, pilně hledal a nacházel náměty dějů, či slovní obraty, které tmelily jednotlivé zápletky“
Během války Preis přežil blokádu Leningradu, během které bojoval ve skupině protivzdušné obrany leningradské domobrany. Pak byl evakuován. Zemřel ve Sverdlovsku (nyní Jekatěrinburg) na dystrofii v dubnu 1942.

## Dílo
Během studií začal pracovat na libretu pro operu Nos D. D. Šostakoviče (společně s J. Zamjatinem a G. Ioninem).
Režisérské vzdělání dokončil při práci na libretu k Šostakovičově opeře Lady Macbeth Mcenského újezdu (společně se samotným Šostakovičem).
V roce 1935 napsal libreto k opeře Matka podle románu Maxima. Gorkého a nabídl jej Šostakovičovi. Operu na toto libreto později vytvořil Valerij Viktorovič Želobinskij (Валерий Викторович Желобинский). a v roce 1939 ji uvedlo Michajlovské divadlo.
"Podle I. Glikmana (И. Гликман) byla v divadle В. Ф. Комиссаржевской" před válkou uvedena Gogolova hra Vladimír 3. stupně („Владимир 3-й степени“), která existovala jen v úryvcích a A. Preis ji dokončil. Průvodce z roku 1982, Писатели Ленинграда, zmiňuje ve skromném seznamu Preisových děl kromě popových a písňových textů také jeho inscenaci „Драгоценности“ od Maupassanta, ruské texty k operetám francouzského skladatele R. Planketa Les Cloches de Corneville („Корневильские колокола“ a E. Kálmána  Cirkusová princezna („Мистер Икс“). V říjnu 1941 uspořádala Leningradská skladatelská unie („Союз композиторов Ленинграда") poslech fragmentů opery Gavriila Popova („Попов, Гавриил Николаевич") Alexandr Něvskij („Александр Невский“), jejíž libreto vytvořili Piotr Pavlenko a Alexandr Preis. (Spoluautoři ruského libreta „Mister Iks“ spolu s Preisem jsou Н. Я. Янет (text) a O. Фадеева (poezie)).